# Сен, Кешобчондро
Кешобчондро Сен (бенг. কেশবচন্দ্র সেন; 19 ноября 1838, Калькутта — 8 января 1884, Калькутта) — индийский реформатор и философ
, общественный деятель, основатель Церкви нового устроения. Лидер радикального крыла организации «Брахмо самадж» (с 1862 года), резко изменивший направление её практической деятельности.

## Биография и деятельность
Родился в вишнуитской небрахманской семье, получил английское образование. Был воспитан в среде, находившейся под сильным влиянием христианства.
Окончил Индуистский колледж в Калькутте (нынешний Президентский колледж). В 1854 году стал секретарём Азиатского общества. В 1855 году был принят секретарём в Братство доброй воли масонской ложи. В 1857 году стал секретарём учёного, поэта и композитора Двиджендраната Тагора.
С 1858 года Сен входил в «Брахмо самадж», где вёл широкую общественно-просветительскую деятельность, развивал идеи универсализма и расширения социальных реформ (всеобщее образование, доступность высшего образования для молодёжи, социальное освобождение женщин, развитие женского образования, «религиозная война против кастовой системы»). Кешобчондро Сен усилил антикастовую направленность движения, решительно выступил за разрешение вторичного замужества вдов.
Сен активизировал пропагандистскую и благотворительную деятельность общества, попытался превратить его в массовую общественно-религиозную организацию. Он заявил, что термин «индусы» на его сторонников не распространяется, так как они отрицают авторитет Вед и признают прозелитизм всех религий, конфессий. Тем самым он поставил возглавляемую им организацию вне индуистской общины.
Стремление Сена преодолеть индуистский характер организации и отношение к кастам вызвало раскол и появление «Всеиндийского Брахмо самаджа».
В 1870 году мыслитель посетил Англию и основал Индийскую ассоциацию реформ. Сен способствовал принятию в 1872 году британскими властями закона о гражданском браке в Индии.
По этому закону были разрешены межкастовые браки и вторичное замужество вдов, запрещаются полигамия и детские браки, был установлен минимальный брачный возраст (14 и 18 лет для невесты и жениха). Правда, закон этот распространялся только на членов «Бхаратваршия Брахмо самадж».
Непоследовательность Сена, выдавшего свою 14-летнюю дочь за 16-летнего сына раджи княжества Куч-Бихар, спровоцировала новый раскол в 1878.
Сторонники Сена вошли в его «Нобобидхан Брахмо самадж», где пытались синтезировать мистические практики Востока с западной рациональностью и «духом науки». В последние годы жизни Сен испытал сильное влияние Рамакришны.
Сен провозгласил создание церкви нового божественного установления («Нававидхан»), в которой под влиянием идей Рамакришны предпринял попытку создать наднациональную всемирную религию. Для этой организации были характерны эклектическое смешение догм, культов и ритуалов, особенно заметным было влияние христианства. Христианские элементы постепенно стали преобладающими. Однако церковь оказалась нежизнеспособной и после смерти основателя Нававидхана прекратила своё существование, как предсказывал Дебендронатх Тагор, убеждённый сторонник социальных реформ. Он писал молодым брахмоистам во главе с Кешобчондро Сеном:

Вы желаете изменений, которые вполне естественны и продиктованы духом развития. Все правила должны приниматься в соответствии с изменившимися условиями и ситуацией, иначе они ведут к ослаблению и упадку. Перемены и приспособляемость — закон роста и развития. Единственный вопрос — в том, насколько настоящее состояние реально требует изменений…
— Дебендронатх Тагор. The Autobiography of Maharshi Devendranath Tagore, p. 149
Смысл бытия человека Сен истолковал как любовь к Богу, которая проявляется в служении миру. Называя учение Христа универсальным, Сен считал его последователем каждого, кто ведёт борьбу с грехом, страданием ближних и всеми видами зла «в сердцах и в обществе». Поэтому индийцы должны освоить христианский дух самопожертвования и всепрощения.
Социально-философская мысль Сена основана на идеях равенства, социальной справедливости, совершенствования человека для преобразований в обществе. Сен отстаивал синтез индийских традиций с западными достижениями в интеллектуальной, социальной и культурной сферах и наследием христианства с его порывом к совершенствованию общественного устройства, синтез религии, рациональности и науки. Для этого требуется разрушение предрассудков, изживание старых обычаев и системы каст в общеиндийском масштабе. Идеи прав личности, межрелигиозного братства и величия трудящегося народа, обеспечивающего благосостояние страны предвосхищали идеи Вивекананды и М. К. Ганди.
Сен был другом великого индийского поэта Рабиндраната Тагора.

## Труды
- Keshub Chunder Sen in England. Diary, Sermons, Addresses and Epistles. — Calcutta, 1938.
- Sen K. Ch. Lectures in India. — Calcutta, 1954.

## Семья
Кешубчандра Сен был женат на Джагонмохини Сен (1847—1898). У супругов было десять детей: пять сыновей и пять дочерей.
Одна из его внучек, Наина Деви (1917—1993), стала известной классической певицей. Его внук Эррол Чундер Сен (ок. 1899—1942) — первый индийский лётчик, служивший в Королевском лётном корпусе и Королевских ВВС во время Первой мировой войны.